# سامسونج GT-B7330
سامسونج GT-B7330 (بالإنجليزية: Samsung GT-B7330)‏ هو هاتف ذكي من سامسونج يعمل بنظام ويندوز موبايل، تم طرحه في الأسواق في أكتوبر 2010.

## الخصائص
- نظام التشغيل: ويندوز موبايل
- الكاميرا الخلفية: 3.2 ميجابكسل
- الشاشة: إل سي دي
- الوزن: 109 غرام
- الذاكرة: 200 ميجابايت